# Schwielowsee (gmina)
Schwielowsee – miejscowość i gmina w Niemczech w kraju związkowym Brandenburgia, w powiecie Potsdam-Mittelmark.

## Geografia
Gmina Schwielowsee położona jest nad jeziorem o tej samej nazwie, ok. 5 km na południe od Poczdamu.

## Dzielnice
W skład gminy wchodzą trzy dzielnice:
- Caputh
- Geltow
- Ferch

## Zabytki
- zamek w Caputh

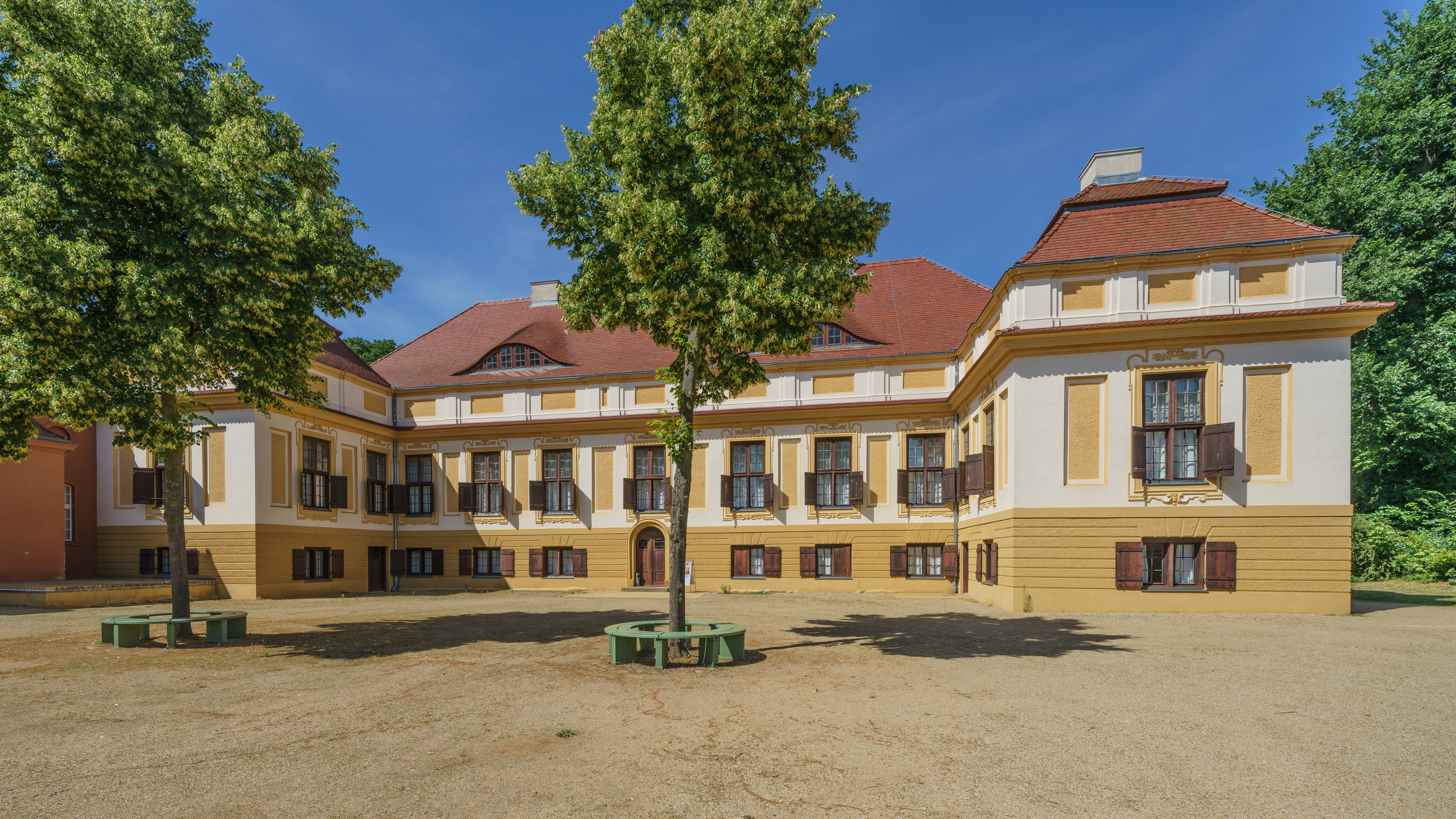
Zamek w Caputh

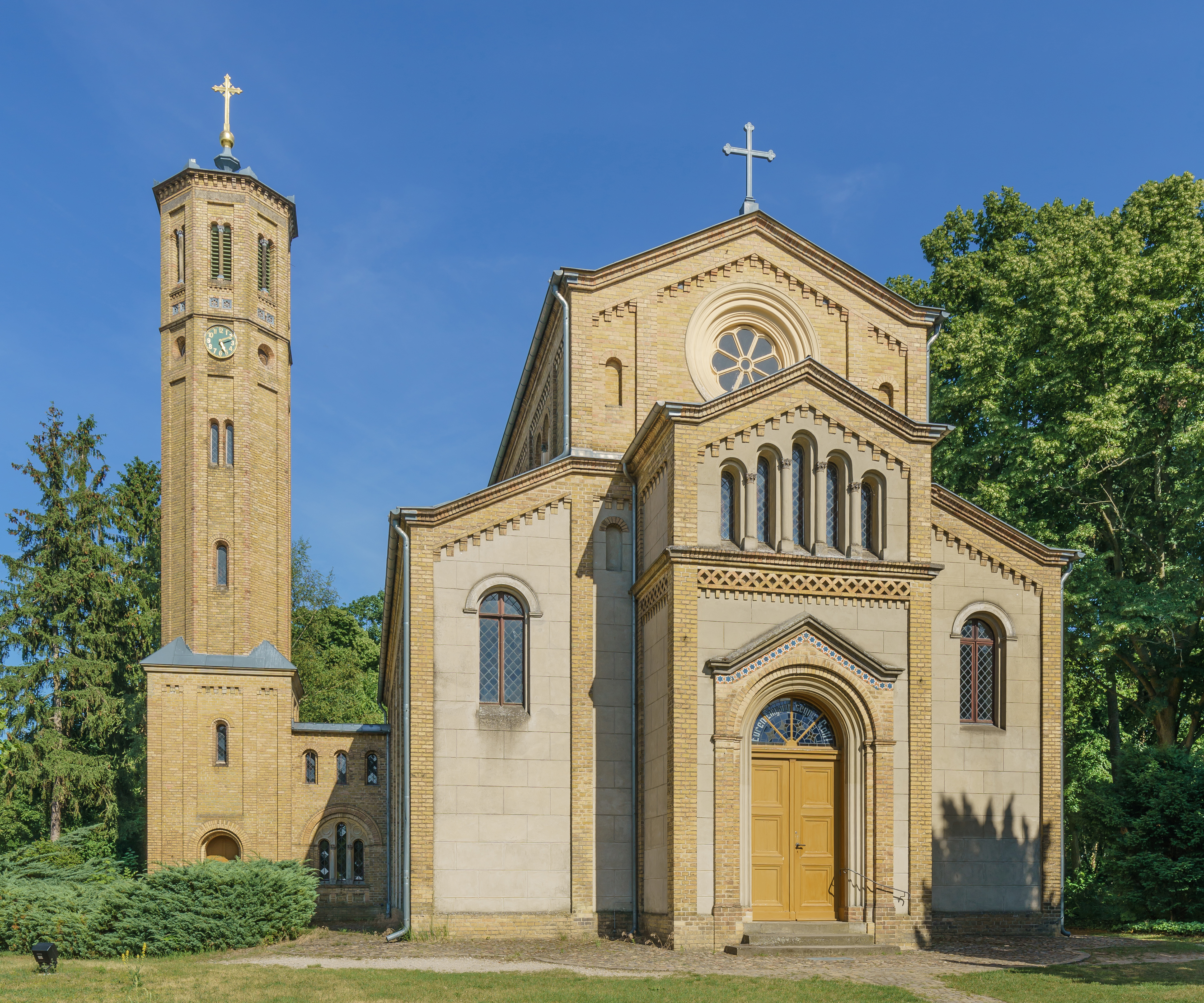
Kościół w Caputh

- kościół w Caputh z 1848 r., według projektu architekta Friedricha Augusta Stülera
- muzeum tkactwa w Geltow (Aktive Handweberei-Museum „Henni Jaensch-Zeymer“)

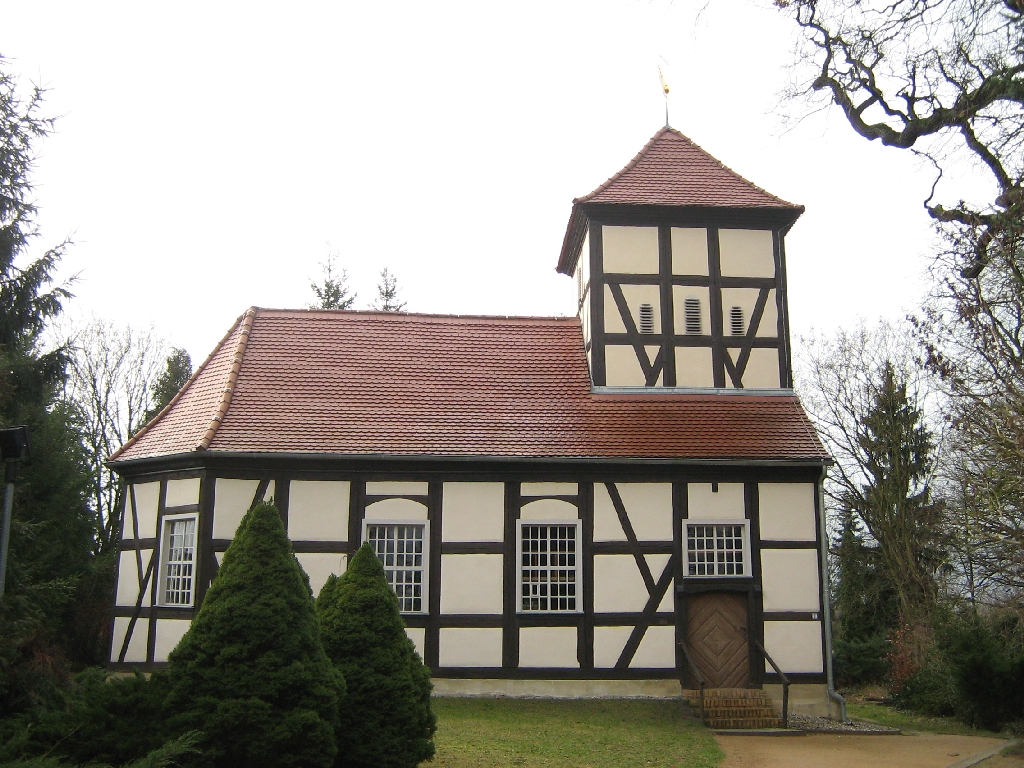
Kościół w Ferch

- kościół w Ferch
- ogród bonsai w Ferch

## Współpraca
Miejscowość partnerska:
- Ruppichteroth, Nadrenia Północna-Westfalia (kontakty utrzymuje dzielnica Caputh)